# アリナミン

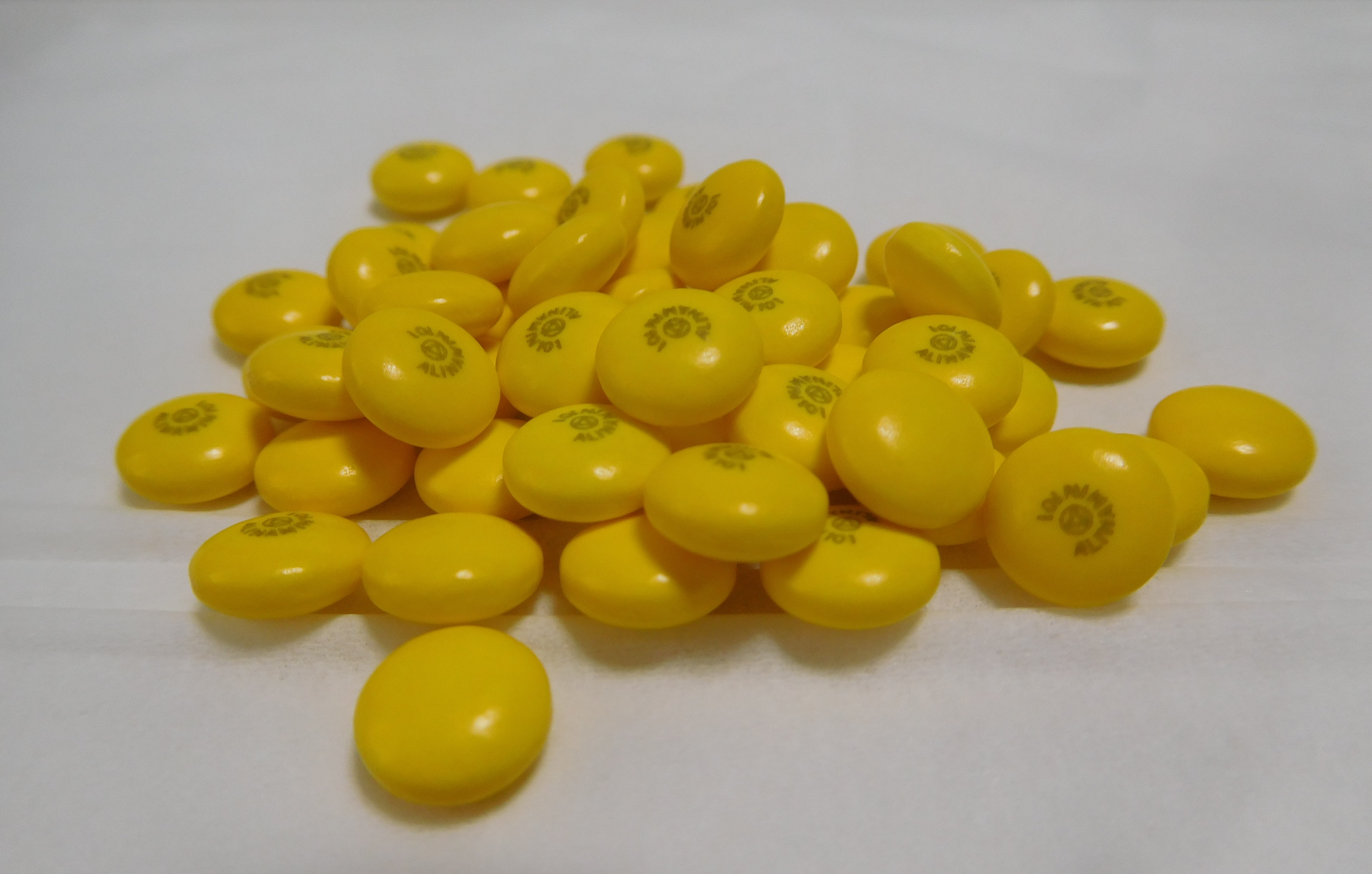
アリナミンA錠剤

『アリナミン』（英文表記: ALINAMIN）は、アリナミン製薬株式会社（旧：武田コンシューマーヘルスケア株式会社）が販売する錠剤と栄養ドリンクの商品名である。かつての親会社の武田薬品工業株式会社からは、処方箋医薬品として錠剤と注射液剤が発売されている。

## 製品概要
1954年（昭和29年）に「アリナミン糖衣錠」を発売。ビタミンB1誘導体が薬の主成分となっている。
種類として錠剤と栄養ドリンク剤があり、その種類も多岐にわたっている。なお、当初はほとんどが医薬品だったが、1999年に栄養ドリンク剤が医薬部外品に移行されたことで、OTC医薬品（第三類医薬品）の製品と指定医薬部外品の製品が存在する。
アリナミンは、日本国外でもチアノイロン、タケトロン、ベニューロン、ネブリトン、プロネウリン、アクティノムなどの名で販売されている（または販売されていた）。

## 歴史
- 1951年（昭和26年）9月 - ビタミンB1誘導体の「アリチアミン」を発見。
- 1954年（昭和29年）3月18日 - 体内でビタミンB1になる脂溶性の物質「プロスルチアミン」の開発に成功し、「アリナミン糖衣錠」を発売。
- 1959年（昭和34年） - 発売5周年。
- 1961年（昭和36年） - テレビCM主演に三船敏郎を起用。ビタミンB1誘導体「フルスルチアミン」を配合した「アリナミンFシリーズ（アリナミンF25糖衣錠、アリナミンF50糖衣錠）」を発売。
- 1964年（昭和39年） - 発売10周年。広告キャッチコピーに「のんでますか? アリナミン」が制定される。
- 1965年（昭和40年）
  - 11月
    - 全国の薬局・薬店で構成される販売店組織「タケダ会」を発足。
    - ビタミンB1誘導体「フルスルチアミン」配合の「アリナミンAシリーズ（アリナミンA5、アリナミンA25、アリナミンA50・第1期）」を発売。
- 1969年（昭和44年） - 発売15周年。
- 1970年（昭和45年） - 「アリナミンA25」の300錠を発売。一時的に「アリナミンAシリーズ」におけるCMタレントが不在になる。
- 1974年（昭和49年） - 発売20周年。
- 1976年（昭和51年） - 「アリナミンA25」のCMタレントに柴俊夫を起用。
- 1979年（昭和54年） - 発売25周年。
- 1980年（昭和55年）
  - 4月1日 - 「アリナミンA25」のCMタレントが交代し、名高達郎（後の名高達男）が起用される。
  - 12月1日 - 「アリナミンA25」のテレビCMシリーズとなる「世界紀行シリーズ（第1期）」の放映を開始。
- 1984年（昭和59年） - 発売30周年。
- 1987年（昭和62年）
  - 3月3日 - 滋養強壮内服液で初めての50ml栄養ドリンク剤「アリナミンV-DRINK」を発売（発売当初大五栄養化学株式会社に製造を委託しており、同年10月1日の企業合併に伴い日本製薬株式会社が製造を引き継いでいたが、2017年4月1日に武田コンシューマーヘルスケア株式会社に移管されてからは自社製造となる）。本製品のテレビCMにマイケル・ハーダーが起用される。
  - 6月1日 - 「アリナミンA25」のCMタレントが交代し、村上弘明が起用される。
- 1988年（昭和63年）
  - 1月 - 「一気にV、アリナミンV」のソウルオリンピックキャンペーンテレビCMを放映。
  - 10月1日 - 「アリナミンA5」と「アリナミンA25」をリニューアルする。
- 1989年（平成元年） - 発売35周年。
  - 12月 - 「アリナミンA25」のテレビCMシリーズ「世界紀行シリーズ（第1期）」の放映を終了。
- 1990年（平成2年） - 「アリナミンV」と「アリナミンA25」のCMタレントが交代し、「アリナミンV」にはアーノルド・シュワルツェネッガーが、「アリナミンA25」には坂本龍一がそれぞれ起用される。
- 1991年（平成3年） - 「アリナミン」の起源であるアリチアミンの発見から40年となり、広告キャッチコピーが「おかげさまでアリナミン誕生40周年」となり、「アリナミンA25」の広告キャッチコピーが「疲れている人は、いい人だ」となる。
- 1992年（平成4年） - 「アリナミンV」のCMタレントが交代し、宮沢りえを起用。塩酸フルスルチアミン・コンドロイチン硫酸ナトリウム・塩化カルニチン・タウリン配合50ml栄養ドリンク剤「アリナミンV&V」を発売。
- 1993年（平成5年） - 「アリナミンV」・「アリナミンV&V」のCMタレントが交代し、中村雅俊が起用される。
- 1993年（平成5年）11月 - 1日1回服用型で、ビタミンEを配合したビタミンB1・B6・B12製剤「アリナミンEX」を発売。
- 1994年（平成6年）
  - 4月 - 発売40周年。4年ぶりに「アリナミンA25」のテレビCM「世界紀行シリーズ（第2期）」を放映開始。
  - 7月 - 1日1回服用のフルスルチアミン50mg配合「アリナミンA50」第2期を発売。
- 1995年（平成7年）1月 - 「アリナミンA5」と「アリナミンA25」が新パッケージになる。
- 1996年（平成8年）3月 - 100mlの栄養ドリンク剤「アリナミンダイナミック」を発売、永澤俊矢と天海祐希を1年起用された。
- 1997年（平成9年）4月 - 「アリナミンダイナミック」のCMタレントにスティーヴン・セガールと藤谷文子を起用。
- 1998年（平成10年）4月 - 「アリナミンV」・「アリナミンEX」のCMタレントが交代し、「アリナミンV」に丸山茂樹が、「アリナミンEX」に東山紀之（少年隊）がそれぞれ起用される。
- 1999年（平成11年） - 発売45周年。
- 1999年（平成11年）4月1日 - 薬事法のため「アリナミン」ブランドのドリンク剤が医薬品から医薬部外品へ移行。
- 1999年（平成11年）6月 - 「アリナミンA25」のビタミンB2・B6・B12処方を増量強化した「新アリナミンA」を発売。
- 2001年（平成13年） - 医薬部外品100ml栄養ドリンク剤「アリナミン7」、医薬品50mlドリンク剤「アリナミンe内服液」を発売。キャッチコピーが「この時代を、楽しむカラダ。アリナミン」となる。
- 2002年（平成14年） - 医薬部外品100ml栄養ドリンク剤「アリナミン7ゴールド」を発売。「アリナミン7」のCMタレントに室伏広治が起用される。
- 2003年（平成15年） - 医薬部外品50ml栄養ドリンク剤「アリナミンV&V NEW」、「新アリナミンA」と「アリナミンEX」にポケットパックを追加発売。広告キャッチコピーが「疲れをマネジメントという発想」になる。
- 2004年（平成16年） - 発売50周年。広告キャッチコピーが「タケダはずっと疲れた人に、アリナミン」となる。
- 2004年（平成16年）12月 - 「アリナミンEX」のCMタレントが交代し、坂口憲二を起用。
- 2005年（平成17年）
  - 7月 - 「新アリナミンA」のCMタレントが交代し、田中麗奈を起用。
  - 11月 - パントテン酸カルシウムを追加配合した「アリナミンA」・「アリナミンEXプラス」を発売。
- 2007年（平成19年）4月 - 「アリナミンA」・「アリナミンEXプラス」に120錠を追加発売。また、「おつかれさまです、アリナミン。」を広告キャッチフレーズに主要製品のCMタレントが交代し、「アリナミンV」に佐藤隆太が、「アリナミンA」に石田ゆり子が、「アリナミンEXプラス」に柳葉敏郎がそれぞれ起用される。
- 2009年（平成21年） - 発売55周年。3月2日にノンカフェインの80ml栄養ドリンク剤「アリナミンR」を発売、テレビCMに松下奈緒を起用。
- 2011年（平成23年） - 「アリナミンA」・「アリナミンEXプラス」のCMタレントが交代し、「アリナミンA」には吉瀬美智子が、「アリナミンEXプラス」には滝川クリステルがそれぞれ起用される。
- 2012年（平成24年） -
  - 糖類ゼロの100ml栄養ドリンク剤「アリナミンゼロ7」を発売、本製品のCMタレントに小出恵介と川島海荷を起用。
  - 指定医薬部外品のビタミン剤「アリナミン錠」を発売。
- 2013年（平成25年）4月18日 -
  - ビタミンB1誘導体フルスルチアミン・活性型ビタミンB6・メコバラミン・天然型ビタミンE・葉酸・γ-オリザノールを配合した「アリナミンEXゴールド」を発売。
  - ノンカフェイン・カロリーオフの50ml栄養ドリンク剤「アリナミンRオフ」を発売、本製品のCMタレントに桐谷美玲を起用。
- 2014年（平成26年）
  - 2月4日 - 指定医薬部外品のビタミン剤「アリナミン錠」に新容量の60錠と180錠を追加し、「タケダ通販ショップ」限定で発売。
  - 3月18日 - 発売60周年。
  - 5月29日 - 指定医薬部外品50mlミニドリンク剤「アリナミンV&Vロイヤル」を発売。CMタレントに唐沢寿明を起用。
- 2015年（平成27年）6月 - 「アリナミン7」シリーズ（アリナミンゼロ7・アリナミン7）のCMタレントが交代し、山本彩を起用。
- 2016年（平成28年）7月7日 - イノシトールを配合した糖類ゼロの50ml栄養ドリンク剤「アリナミンVゼロ」を発売。CMタレントには唐沢との共演でダチョウ倶楽部も起用される。
- 2017年（平成29年）
  - 4月1日 - 日本国内向けコンシューマーヘルスケア事業の分社化に伴い、武田コンシューマーヘルスケア株式会社へ移管。
  - 4月25日 - 「アリナミンEXプラス」の処方をベースにリボフラビン（ビタミンB2）を追加配合した「アリナミンEXプラスα」を発売。本製品のCMタレントに堤真一を起用する。
  - 5月22日 - 「アリナミンV・アリナミンV ZERO」のCMタレントが交代し、桐谷健太を起用。
- 2019年（平成31年）4月22日 - アルミパウチドリンクの「アリナミンメディカルバランス」を発売。形状はゲル状のいわゆるゼリー飲料である。CMには岡田健史を起用。
- 2021年（令和3年）
  - 7月 - 「アリナミン7」・「アリナミンゼロ7」に「呪術廻戦限定コラボパッケージ」を数量限定で発売（各製品共に8種類があり、10本箱も特別デザインとなる。なお、10本箱の場合はランダムに封入されているため、8種類すべてが入らない可能性がある）。
  - 9月 - 「アリナミンEXプラスα」をリニューアル。シルバー基調に赤のアクセントを配したデザインとなったほか、包装体系を従来の60錠・120錠・180錠から80錠・140錠・280錠に増量され、新たに、トライアルサイズの24錠を追加した4包装となった。
  - 9月27日 - 「アリナミンナイトリカバー」を発売。本品は「アリナミン」ブランドのドリンク剤で初となるシュリンクラベル仕様となり、赤基調のパッケージを基本とする通常の「アリナミン」とは異なるブルーのパッケージである[2]。
- 2022年（令和4年）
  - 3月7日 - 「アリナミンA」のCMタレントが交代し、綾瀬はるかを起用（同社の風邪薬ブランド「ベンザ」との兼任となる）。
  - 4月1日 - 「アリナミンメディカルバランス」をリニューアル発売。パッケージデザインを赤基調に変え、既存品をグレープフルーツ風味とするとともに、アップル風味を追加して2種類となる。なお、「アリナミンV・アリナミン メディカルバランス」のCMタレントが交代し、反町隆史を起用する[3][注 1]。
  - 5月9日 - 「アリナミンメディカルゴールド」を発売[4]。本品は「アリナミンEXゴールド」から製品名とパッケージデザインを変更したリニューアル品となり、包装体系が大入り包装がメーカー希望小売価格を据え置いたままで90錠から105錠に増量され、「アリナミンEXα」に次いでの設定となるトライアルサイズの21錠を追加して3包装となった。
  - 8月30日 - 指定医薬部外品100mlドリンク剤「アリナミンロイヤルエース」を発売。本品は「アリナミン」ブランドで初となる通信販売「アリナミン製薬ダイレクト」専売製品となり、10本箱単位での販売となる[5]。
- 2023年
  - 5月 - 「アリナミンA」にトライアルサイズの30錠を追加発売。既存のラインナップと合わせて5容量となった。
  - 5月29日 - 「アリナミンメディカルゴールド」のCMの最新作が公開となり、鈴木亮平を起用。
  - 6月26日 - 「アリナミンメディカルバランス」にグレープ風味を追加発売[6]。

## 主要製品

### 現在
旧武田コンシューマーヘルスケアでは製品パッケージにロゴマーク（鱗印の日本国内向けロゴまたは抱き山の日本国外向けロゴ）が表記されていたが、「アリナミン製薬」表記品では製品パッケージにロゴマークを表記していなかったため、ロゴマークが表記されていた所は空白となった。2023年春より、「アリナミンA50」と「アリナミン錠」を除くアリナミン錠剤シリーズは製品パッケージにアリナミン製薬の社標が順次表記されるようになる。
- アリナミン錠剤シリーズ（アリナミン錠は指定医薬部外品、その他の製品は第3類医薬品）
  - アリナミン錠（ビタミン含有保健薬、コンビニエンスストアまたは通信販売「アリナミン製薬ダイレクト（旧:タケダ健康ショップ→アリナミン製薬の健康通販）」で購入可能。2012年 - 現在）疲労の回復・予防に
  - アリナミンA（「ビタミンB1主薬製剤」 2005年 - 現在）
  - アリナミンA50（「ビタミンB1主薬製剤」 1994年 - 現在）
    - 「アリナミンA50」に関しては通常の包装品（65錠、170錠）の他に、「アリナミンA」を踏襲したパッケージデザインとし、内容量を5錠増やした別包装品（70錠、175錠）も店舗を限定して発売されている。

  - アリナミンEXプラス（「ビタミンB1B6B12製剤・ビタミンE配合」 2005年 - 現在）
  - アリナミンEXプラスα（「ビタミンB1B6B12製剤・ビタミンB2、ビタミンE配合」 2017年 - 現在）
  - アリナミンメディカルゴールド（「ビタミンB1B6B12製剤・ビタミンE、葉酸配合」 2022年 - 現在、旧アリナミンEXゴールド）
- アリナミンドリンクシリーズ（医薬品 → 医薬部外品 → 指定医薬部外品）
  - アリナミンV （「ミニドリンク剤」 1987年 - 現在）疲労の回復・予防に
  - アリナミンVゼロ（「ミニドリンク剤」 2016年 - 現在）疲労の回復・予防に
  - アリナミンV&V NEW （「ミニドリンク剤」 2003年 - 現在）疲労の回復・予防に
  - アリナミンV&Vロイヤル （「ミニドリンク剤」 2014年 - 現在）疲労の回復・予防に
  - アリナミンナイトリカバー（「ミニドリンク剤」 2021年 - 現在）ノンカフェイン
  - アリナミンRオフ（「ミニドリンク剤」 2013年 - 現在） - BCAA（分岐鎖アミノ酸）配合。糖類ゼロ・カロリーオフ（1本あたり2キロカロリー）。疲労の回復・予防に
  - アリナミン7 （「ドリンク剤（100mL入り）」 2001年 - 現在） - 自販機用はかつて大同薬品工業が製造していた。疲労の回復・予防に
  - アリナミンゼロ7（「ドリンク剤（100mL入り）」 2012年 - 現在） - ダイドードリンコの自販機（一部）でも購入可能。疲労の回復・予防に
  - アリナミンロイヤルエース（「ドリンク剤（100mL入り）」 2022年 - 現在） - 「アリナミン」ブランド初の「アリナミン製薬ダイレクト」限定製品
  - アリナミンメディカルバランス グレープフルーツ風味（「アルミパウチドリンク（100mL入り）」2022年 - 現在、旧アリナミンメディカルゴールド）形状はゲル状のいわゆるゼリー飲料である。
  - アリナミンメディカルバランスN アップル風味（「アルミパウチドリンク（100mL入り）」2022年 - 現在）
  - アリナミンメディカルバランスS グレープ風味（「アルミパウチドリンク（100mL入り）」2023年 - 現在）

### 以前に販売されていた製品
- アリナミン錠剤シリーズ
  - アリナミン糖衣錠（1954年 - 1961年、一般用医薬品として初めて発売された製品）
  - アリナミンF25糖衣錠 （1961年 - 1965年、かつて存在した一般用医薬品だが、現在は医療用医薬品で販売されている）
  - アリナミンF50糖衣錠（1962年 - 1965年）
  - アリナミンF100糖衣錠（1963年 - 1965年、医療用医薬品）
  - アリナミンA5 （1965年 - 2014年） - 肉体疲労時のビタミンB1補給に
  - アリナミンA50 （1965年 - 1970年(第1期)） - 肉体疲労時のビタミンB1補給に
  - アリナミンA25 （1965年 - 2005年） - 肉体疲労時のビタミンB1補給に
  - 新アリナミンA （1999年 - 2005年） - 肉体疲労時のビタミンB1補給、関節痛・神経痛の緩和に
  - アリナミンEX （1993年 - 2005年） - 眼精疲労・肩こり・腰痛の症状緩和に
  - アリナミンEXゴールド（2013年 - 2022年） - リニューアルに伴い、「アリナミンメディカルゴールド」へ移行。
- アリナミンドリンクシリーズ
  - アリナミンV&V （1992年 - 2003年） - 「アリナミンV&V NEW」へ継承。
  - アリナミンダイナミック（1996年 - 2002年、100mlドリンク剤）
  - アリナミン7ゴールド（2002年 - 2009年、医薬部外品100mlドリンク剤）
  - アリナミンe内服液（2001年 - 2005年、医薬品50mlドリンク剤）
  - アリナミンR（2009年 - 2021年、指定医薬部外品80mlドリンク剤） - 本品はアリナミン製薬への社名変更対応を受けずに製造を終了。50ml入り・糖類ゼロタイプの「アリナミンRオフ」へ統合。

## その他
- 1969年、警視庁保安二課は偽アリナミン錠を製造していたグループ5人を薬事法違反で摘発。73万錠を押収[7]。

## CM出演者

### 現在
- 反町隆史（アリナミンV・アリナミンメディカルバランス）- 過去に「アリナミンEXプラスα」
- 鈴木亮平（アリナミンメディカルゴールド・アリナミンEXプラスα）
- 綾瀬はるか（アリナミンA）
- 山崎育三郎（アリナミンナイトリカバー）

※過去のCM出演者については#歴史を参照。

## CM音楽・CMソング
- 「只今 少々 疲れ気味」藤川浩一・槇みちる・ムーン・ドロップス（1973年）
- 「アリナミンA25 テレビCM世界紀行シリーズ（第1期）」樋口康雄（1980年 - 1989年）
- 「愛の時代に」やしきたかじん（1982年）
- 「TAKE FIVE」デイヴ・ブルーベック・カルテット（1987年 - 1988年、「アリナミンV-DRINK」のCM音楽として使用）
- 「Nutrition」坂本龍一（1990年）
- 「魔人Vが行く」（1990年・1991年）
- 「泣けてくる」・「笑えれば」ウルフルズ（2007年）
- 「おつかれさまの国」斉藤和義（2008年）
- 「やぁ 無情」斉藤和義（2008年）
- 「Maybe Someday」　JYONGRI　(2009年）
- 「Starting Over」レミオロメン（2009年）
- 「あなたのうた」Sonar Pocket（2010年、2011年は作曲者織田哲郎のセルフカバーを起用）